# Charles Francis Jenkins
Charles Francis Jenkins (22. srpna 1867 Dayton, Ohio – 6. června 1934 Washington, D.C.) byl americký inženýr a podnikatel, průkopník rané kinematografie a jeden z vynálezců televize, i když používal spíše mechanické než elektronické technologie. Bylo mu uděleno více než 400 patentů, mnoho z nich za jeho vynálezy související s filmem a televizí.

## Život

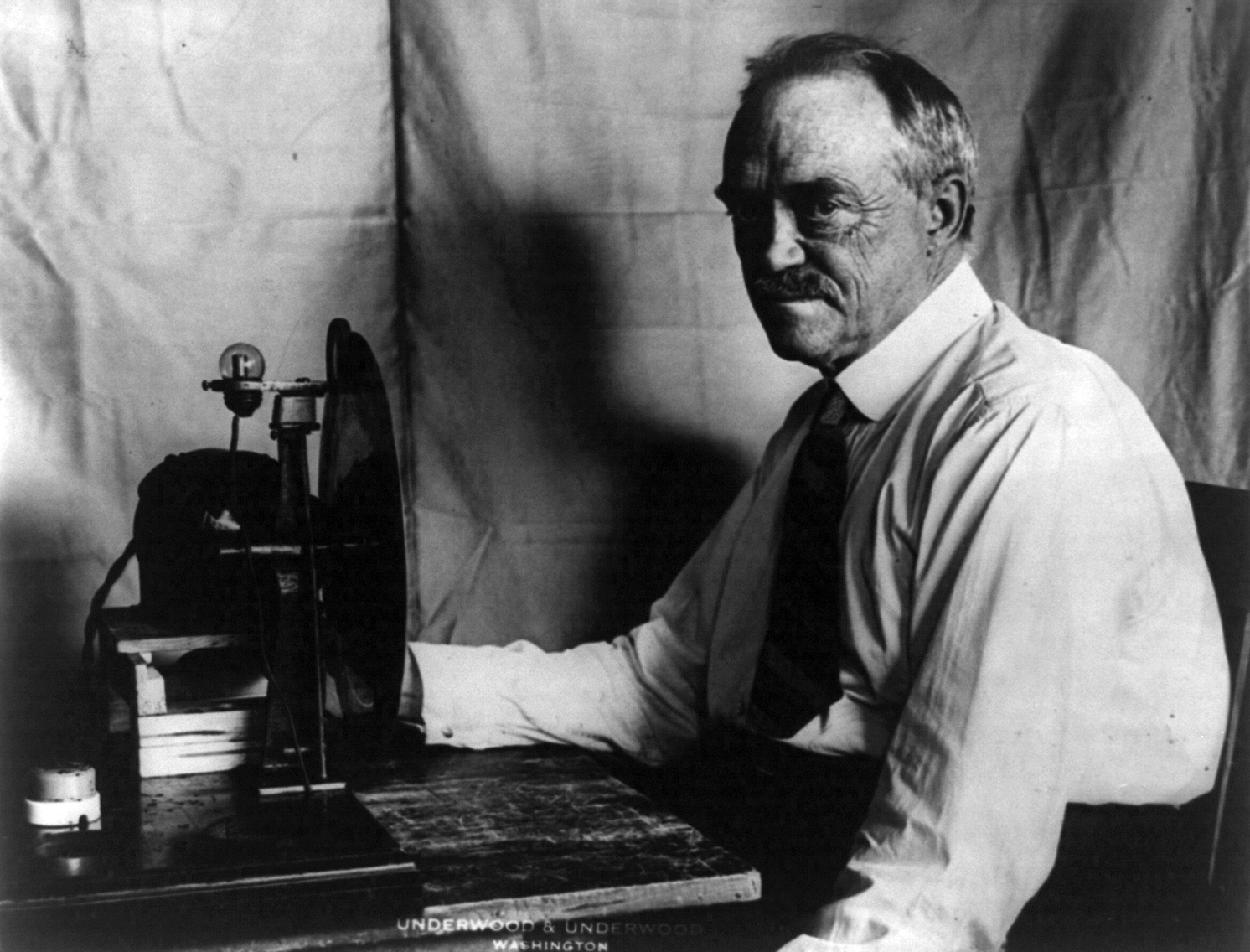
Charles Francis Jenkins na snímku z roku 1928

Narodil se v Daytonu v Ohiu, vyrůstal na farmě severně od Richmondu v Indianě, kde získal vzdělání na místní vysoké škole Earlham College. V roce 1890 odešel do Washingtonu, D.C., kde pracoval jako stenograf pro federální vládu.
V roce 1891 začal experimentovat s filmem, nakonec opustil svou práci a plně se soustředil na vývoj vlastního filmového projektoru. V roce 1892 se mu podařilo vyvinout přístroj, který dokázal promítat malé pohyblivé obrázky na zeď nebo plátno. Jenkins se svým společníkem Thomasem Armatem pracoval na zdokonalení vynálezu a v březnu 1895 získali společný patent. V září 1895 předvedli projektor Phantoscope na výstavě Cotton States Exposition v Atlantě. Své filmy promítali do dvou malých místností z jediné promítací kabiny.
V říjnu téhož roku Jenkins představil projektor veřejnosti, když v centru Richmondu v klenotnictví svého bratrance promítl krátký film, který sám natočil. Během řízení o udělení patentu došlo mezi partnery ke sporu, protože Jenkins se pokládal za výhradního autora Phantoscopu. Nakonec Jenkins prodal svá práva Armatovi, který je následně prodal Edisonovi. V roce 1897 Franklinův institut udělil Jenkinsovi za vynález projektoru Phantoscop Zlatou medaili Elliota Cressona. Ocenil jej jako „první úspěšnou formu promítacího stroje pro vytváření pohyblivých obrazů v životní velikosti z úzkého filmového pásu”.
Ve své laboratoři ve Washingtonu Jenkins dál pracoval na různých vynálezech. Zůstal zapojen do filmového průmyslu. V roce 1898 vydal publikaci Animated Pictures (Oživlé obrázky), zabývající se vývojem filmových přístrojů a metodikou natáčení. V roce 1916 pomohl založit Společnost filmových inženýrů a stal se jejím prvním prezidentem. Věnoval se také technickému vývoji automobilů. Vytvořil vlastní společnost a v roce 1898 vyvinul první automobil s motorem v přední části vozu místo pod sedadlem. V roce 1901 navrhl vyhlídkový autobus s otočnými sedadly a o deset let později vyvinul automobilový samostartér a další významná zlepšení spalovacího motoru.
Roku 1902 se oženil s Grace Loveovou.
Později se jeho zájem soustředil na možnosti dálkového přenosu obrazů. Používal při tom rádiové přijímače se speciálním nástavcem, který umožňoval přijímačům vysílat pohyblivé obrázky na šestipalcovém čtvercovém zrcadle. V roce 1925 předvedl veřejně svou radiovizi, synchronizovaný přenos obrazu a zvuku. V červenci 1928 založil první televizní stanici ve Spojených státech. Stanice W3XK byla umístěna ve Wheatonu v Marylandu a vysílala na čtyřech kanálech v pásmu krátkých vln v nepravidelných časových intervalech. Jenkinsovy mechanické technologie, na které získal patent v roce 1925, byly později překonány elektronickou televizí, kterou vymysleli Vladimir Zvorykin a Philo Farnsworth. V roce 1932 bylo Jenkinsovo televizní studio zlikvidováno. Napsal mnoho článků a několik knih z této oblasti, např. Vision By Radio, Radio Photographs, Radio Photograms a The Boyhood of an Inventor.
Zemřel 6. června 1934 ve věku 66 let ve Washingtonu. Je pohřben na hřbitově Rock Creek.